# Nakonowo
Nakonowo [pronunciación en polaco: /nakɔˈnɔvɔ/] es un pueblo en el distrito administrativo de Gmina Kowal, dentro del Distrito de Włocławek, Voivodato de Cuyavia y Pomerania, en el norte de Polonia. Se encuentra aproximadamente 7 kilómetros al oeste de Kowal, 12 kilómetros al sur de Włocławek, y 62 kilómetros al sudeste de Toruń.